# Parocneria samarita
Parocneria samarita är en fjärilsart som beskrevs av Otto Staudinger 1896. Parocneria samarita ingår i släktet Parocneria och familjen tofsspinnare. Inga underarter finns listade i Catalogue of Life.